# Låssby
Låssby är en bebyggelse i Göteborgs kommun i Västra Götalands län. Bebyggelsen avgränsades före 2015 till en separat tätort för att från 2015 räknas som en del av tätorten Torslanda. Vid avgränsningen 2020 blev den åter klassad som en egen tätort, för att 2023 klassas som del av tätorten Göteborg.

## Befolkningsutveckling
| Befolkningsutvecklingen i Låssby 1990–2020                             | Befolkningsutvecklingen i Låssby 1990–2020 | Befolkningsutvecklingen i Låssby 1990–2020 | Befolkningsutvecklingen i Låssby 1990–2020 | Befolkningsutvecklingen i Låssby 1990–2020 |
| ---------------------------------------------------------------------- | ------------------------------------------ | ------------------------------------------ | ------------------------------------------ | ------------------------------------------ |
|                                                                        |                                            |                                            |                                            |                                            |
| År                                                                     |                                            |                                            | Folkmängd                                  | Areal (ha)                                 |
| 1990                                                                   | 1990                                       |                                            | 141                                        | 28#                                        |
| 1995                                                                   | 1995                                       |                                            | 181                                        | 30#                                        |
| 2000                                                                   | 2000                                       |                                            | 209                                        | 31                                         |
| 2005                                                                   | 2005                                       |                                            | 231                                        | 31                                         |
| 2010                                                                   | 2010                                       |                                            | 251                                        | 31                                         |
| 2020                                                                   | 2020                                       |                                            | 424                                        | 77                                         |
| Anm.: Ny tätort 2000. Gått upp i tätorten Torslanda 2015 # Som småort. |                                            |                                            |                                            |                                            |